# Basileuterus ignotus
Basileuterus ignotus (лат.) — вид воробьиных птиц из семейства древесницевых. Подвидов не выделяют.

## Распространение
Обитают на границе Панамы и Колумбии. Живут в горных лесах.

## Описание
Длина тела 13 см. Масса 9,5—12,5 г. Имеют рыжеватую корону, отделённую от бледно-зеленовато-желтой надбровной части узкой чёрной полосой. Кроющие ушей пятнистые, оливково-черноватые, затылок, задняя часть шеи и верх тела тусклые оливково-зелёные. Горло и нижняя сторона тела бледно-кремово-желтые, с оливковыми оттенками по бокам грудки. Радужная оболочка тёмная, клюв темновато-розоватый, ноги розоватые. Самцы и самки похожи. Неполовозрелые особи не описаны.

### Вокализация
Песня не описана.

## Биология
Миграций не совершают. Питаются в основном насекомыми и, возможно, другими членистоногими.